# Nunarput utoqqarsuanngoravit
"Nunarput utoqqarsuanngoravit" (Tu, Nossa Antiga Terra) é o hino nacional da Gronelândia (Groenlândia, no Brasil), uma região autónoma da Dinamarca. Com letra de Henrik Lund e música composta por Jonathan Petersen, o hino foi adoptado oficialmente em 1916. Desde 1979, "Nuna asiilasooq" (A Terra de Grande Lonjura), um hino usado pelo povo autónomo Inuit, é também oficialmente reconhecido pelo governo.